# レッド・ガーランド
レッド・ガーランド （Red Garland、1923年5月13日 - 1984年4月23日）は、ジャズ・ピアニスト。デビュー前にはプロボクサーでもあった。本名はウィリアム・マッキンリー・ガーランド・ジュニア（William McKinley Garland, Jr.）で、出身地はアメリカ・テキサス州ダラス。1945年よりテキサス州で、1946年よりニューヨークで活動を始め、1955年にリズム・セクションを率いて参加したマイルス・デイヴィス・クインテットにおいて国際的な名声を得た。ブロック・コードなどを演奏スタイルの特徴とする。

## 生涯
ウィリアム・マッキンリー・ガーランド・ジュニアは、エレベーター操縦士のウィリアム・ガーランドの息子として、1923年5月13日にテキサス州ダラスで生まれた。高校時代にはクラリネットとアルト・サクソフォーンをバスター・スミスから習った。ピアノを始めたのは兵役中の18歳のときで、その後ジョン・ルイスとリー・バーンズ（Lee Barnes）から指導を受けている。また、ガーランドは音楽家として活動を始める前に、ライト級のプロボクサーとして35試合を戦っている。
1945年にテキサス州フォートワースで演奏をおこなった後、トランペット奏者のホット・リップス・ペイジに雇われた。1946年にニューヨークに移りビリー・エクスタインのビッグ・バンドに参加、翌年から1947年まではペンシルバニア州フィラデルフィアのダウン・ビート・クラブ（Down Beat Club）の専属ピアニストを務め、チャーリー・パーカーやマイルス・デイヴィス、トランペット奏者のファッツ・ナヴァロらとの共演を経験した。その後、コールマン・ホーキンスやロイ・エルドリッジ、レスター・ヤングらと共演するとともに、マサチューセッツ州ボストンでトリオを結成した。
『ラウンド・アバウト・ミッドナイト』のセッションを含む1955年から1958年にかけてのマイル・デイヴィス・クインテット（後にセクステット）におけるプレスティッジ・レーベルでの活躍は、ポール・チェンバース、フィリー・ジョー・ジョーンズとともにガーランドに国際的な名声をもたらした。同時期には同レーベルから『レッド・ガーランズ・ピアノ』などのトリオでの作品や、ジョン・コルトレーンとドナルド・バードを含むクインテットでのリーダー作（『オール・モーニン・ロング』『ソウル・ジャンクション』）も発表しており、アート・ペッパーの『アート・ペッパー・ミーツ・ザ・リズム・セクション』（コンテンポラリー）にも参加している。このような活躍の一方で、この時期のガーランドはヘロイン中毒にも陥っており、一時マイルス楽団における地位をトミー・フラナガンに取って代わられることもあった。また、同楽団においてはソロの機会が少ないことに不満を持ち、ビル・エヴァンスにその地位を譲った時期もあったが、1959年のウィントン・ケリーの加入まで楽団に断続的に参加した。
1960年代前半はフィラデルフィアで活動していたが、1965年の母の死を機に父の住むダラスの実家に戻り、その後リリーという女性と結婚し2子をもうけ、薬物中毒に疲弊していたこともあり、私生活に身を捧げるようになった。1969年以降は、サクソフォーン奏者のマーチェル・アイヴリーとの共演のほか、地元のクラブへの出演を中心に活動していた。1970年代前半には、『ザ・クオータ』などの作品を発表しており、ジェイムス・リアリィ、エディ・マーシャルとともに地元でトリオも組んでいたが、1975年から1976年にかけて一時活動を休止している。その後は『レッド・アラート』（ギャラクシー、1977）などのアルバムを発表し、ジョーンズやベーシストのボブ・カニングハム、ベン・ライリー、ジョージ・ムラーツ、アル・フォスターらと共演している。
1984年4月23日に、心臓病によりダラスの自宅で死去し、ダラスのリンカーン記念公園に埋葬された。最後のパフォーマンスは、1983年6月のニューヨーク市グリニッジ・ヴィレッジのラッシュ・ライフ（Lush Life）におけるものだった。

## 演奏スタイル
レッド・ガーランドが最初期に影響を受けたのは、カウント・ベイシーとナット・キング・コールであり、その後、ニューヨークにおいてはバド・パウエルとアート・テイタムに強い印象を受けた。マイルス・デイヴィス楽団で活躍していたころには、アーマッド・ジャマルのブロック・コードの影響を強く受けていた。

## ディスコグラフィ
1950年代
- 『ア・ガーランド・オブ・レッド』 - A Garland of Red（1956年8月録音）(Prestige #7064) 1957年
- 『レッド・ガーランズ・ピアノ』 - Red Garland's Piano（1956年12月～1957年3月録音）(Prestige #7086) 1957年
- 『レッド・ガーランド・リヴィジテッド！』 - Red Garland Revisited!（1957年5月録音）(Prestige #7658) 1969年
- 『グルーヴィー』 - Groovy（1956年12月～1957年8月録音）(Prestige #7113) 1957年
- 『ザ・P.C.ブルース』 - The P.C. Blues（1956年5月～1957年8月録音）(Prestige #7752) 1970年
- 『オール・モーニン・ロング』 - All Mornin' Long（1957年11月録音）(Prestige #7130) 1958年
- 『ソウル・ジャンクション』 - Soul Junction（1957年11月録音）(Prestige #7181) 1960年
- 『ハイ・プレッシャー』 - High Pressure（1957年11月、12月録音）(Prestige #7209) 1961年
- ジョン・コルトレーンと共同名義, 『ディグ・イット！』 - Dig It!（1957年3月～1958年2月録音）(Prestige #7229) 1961年
- 『イッツ・ア・ブルー・ワールド』 - It's a Blue World（1958年2月録音）(Prestige #7638) 1970年
- 『マンテカ』 - Manteca（1958年4月録音）(Prestige #7139) 1959年
- 『キャント・シー・フォー・ルッキン』 - Can't See for Lookin'（1958年6月録音）(Prestige #7276) 1963年
- 『ロホ』 - Rojo（1958年8月録音）(Prestige #7193) 1961年
- 『ザ・レッド・ガーランド・トリオ』 - The Red Garland Trio（1958年11月21日録音）(Moodsville) 1960年
- 『オール・カインズ・オブ・ウェザー』 - All Kinds of Weather（1958年11月27日録音）(Prestige #7148) 1959年
- 『レッド・イン・ブルースヴィル』 - Red in Blues-ville（1959年4月録音）(Prestige #7157) 1959年
- 『サテン・ドール（モア・フロム・プレリュード）』 - Satin Doll（1959年8月、10月録音）(Prestige #7859) 1971年
- 『リル・ダーリン』 - Lil' Darlin'（1959年10月2日録音）(Status ST-8314) 1959年（ライヴ）
  - 『ライヴ！』 - Red Garland Live!（1959年10月2日録音）(Prestige/New Jazz) 1965年（ライヴ）
  - 『レッド・ガーランド・アット・ザ・プレリュード』 - Red Garland at the Prelude（1959年10月2日録音）(Prestige #7170) 1971年（ライヴ）
- The Red Garland Trio + Eddie "Lockjaw" Davis（1959年12月録音）(Moodsville) 1959年

1960年代
- 『レッド・アローン』 - Red Alone（1960年4月2日録音）(Moodsville) 1960年
  - 『アローン・ウィズ・ザ・ブルース』 - Alone with the Blues（1960年4月2日録音）(Moodsville) 1960年
- 『ハレルー・ヤ・オール』 - Halleloo-Y'-All（1960年7月録音）(Prestige #7288) 1960年
- 『ソウル・バーニン』 - Soul Burnin'（1959年8月～1961年3月録音）(Prestige #7307) 1964年
- 『ブライト・アンド・ブリージー』 - Bright and Breezy（1961年7月録音）(Jazzland) 1961年
- 『ホエン・ゼア・アー・グレイ・スカイズ』 - When There Are Grey Skies（1962年10月録音）(Prestige #7258) 1963年

1970年代以降
- 『ザ・クオータ』 - The Quota（1971年5月録音）(MPS) 1973年
- 『アウフ・ヴィーダーゼーン』 - Auf Wiedersehen（1971年5月録音）(MPS) 1971年
- 『グルービン・ライブ』 - Groovin' Live (Alfa Jazz) 1974年（ライヴ。CDは『同II』と併せて2枚組。）
  - 『グルービン・ライブII』 - Groovin' Live II (Alfa Jazz) 1974年
- 『キーストンズ！』 - Keystones!（1977年5月録音）(Xanadu) 1977年
- 『レッド・アラート』 - Red Alert（1977年12月録音）(Galaxy) 1978年
- フィリー・ジョー・ジョーンズ、ロン・カーターと共同名義, 『クロッシングス』 - Crossings（1977年12月録音） (Galaxy) 1978年
- Feelin' Red（1978年5月録音）(Muse) 1979年
- I Left My Heart...（1978年5月録音）(Muse) 1985年（ライヴ）
- 『イクイノックス』 - Equinox（1978年8月録音）(Galaxy) 1979年
- 『ステッピン・アウト』 - Stepping Out（1979年7月録音）(Galaxy) 1981年
  - 『ソー・ロング・ブルース』 - So Long Blues（1979年7月録音）(Galaxy) 1984年
  - 『ストライク・アップ・ザ・バンド』 - Strike Up the Band（1979年7月録音）(Galaxy) 1982年

## 参考資料
- Dobbins, Bill; Linde, Brad (2012-10-04). “Garland, Red [William McKinley]”. Grove Music Online (Oxford University Press). doi:10.1093/gmo/9781561592630.article.A2228295.
- “WEEKEND JAZZ ～週末ジャズ名盤探訪 Vol.16”. TOWER RECORDS ONLINE (2019年3月1日). 2021年4月5日閲覧。
- Kernfeld, Barry (2000-02). “Red Garland”. American National Biography (Oxford University Press). doi:10.1093/anb/9780198606697.article.1802607.
- Yanow, Scott. “Red Garland | Biography & History”. AllMusic. 2021年4月5日閲覧。
- Maxwell, Lisa C. (2015年10月26日). “Garland, William M. [Red]”. TSHA. 2021年4月8日閲覧。